# Promonotus sphaerobursa
Promonotus sphaerobursa är en plattmaskart som beskrevs av Martens och Curini-Galletti 1999. Promonotus sphaerobursa ingår i släktet Promonotus och familjen Monocelididae. Inga underarter finns listade i Catalogue of Life.